# Берег Нокса
Бе́рег Но́кса (англ. Knox Coast) — часть побережья Земли Уилкса в Восточной Антарктиде, омываемая морем Моусона.
Вся территория Берега Нокса, за исключением оазиса Бангера, покрыта сплошным ледниковым покровом, поднимающимся на высоте более 1500 м. На западе берег выдаётся в море в виде шельфового ледника Шеклтона.
Берег был открыт в 1840 году американской экспедицией под руководством Чарльза Уилкса и назван по имени командира одного из судов экспедиции Сэмюэла Нокса. Значительные исследования были проведены советскими антарктическими экспедициями в 1956—1958 годах: в этот период здесь действовала полярная станция Оазис, позже переданная Польше.